# La Brillaz
La Brillaz é uma comuna da Suíça, no Cantão Friburgo, com cerca de 1.423 habitantes. Estende-se por uma área de 10,26 km², de densidade populacional de 139 hab/km². Confina com as seguintes comunas: Autigny, Avry, Chénens, Corserey, Cottens, La Folliaz, Neyruz, Prez-vers-Noréaz, Torny.
A língua oficial nesta comuna é o Francês.